# N14 (België)
De N14 is een gewestweg in de Belgische provincie Antwerpen. De weg verbindt Mechelen via Lier, Oostmalle met Hoogstraten. Tussen Meerle en Strijbeek wordt de Nederlandse grens overgestoken, waar de weg (zonder nummer) verderloopt naar Ulvenhout, een deelgemeente van Breda.
De totale lengte van de N14 bedraagt 62 km.
Het segment tussen de Mechelse Vesten (R12) en de grote ring van Mechelen (R6) werd overgedragen van het Vlaams Gewest naar de stad Mechelen bij besluit van de Vlaamse Regering van 3 juli 2020. De stad Mechelen plant op korte termijn (2022) een volledige herinrichting van de Liersesteenweg (N14) vanaf de vesten tot aan de Ieperleestraat. Tegelijk komt er een haalbaarheidsstudie voor nieuwe fietspaden op de hele steenweg.

## Plaatsen langs de N14
- Mechelen
- Elzestraat
- Duffel
- Lier
- Emblem
- Viersel
- Massenhoven
- Zandhoven
- Zoersel
- Oostmalle
- Rijkevorsel
- Hoogstraten
- Minderhout
- Meerle